# Calilena angelena
Calilena angelena là một loài nhện trong họ Agelenidae.
Loài này thuộc chi Calilena. Calilena angelena được Ralph Vary Chamberlin & Wilton Ivie miêu tả năm 1941.